# 鶴岡耕雨
鶴岡 耕雨（つるおか こうう）は、幕末の備後福山藩藩士、明治時代の行政官。幼名は喜久馬、本名は伸之、晩年は隠居して耕雨と号した。

## 年譜

### 略歴
- 1835年10月29日（天保6年9月8日） - 福山で生誕。
- 1853年3月2日（嘉永6年1月23日） - 元服して伸之と改名。

七代目福山藩主阿部正弘の時、江戸詰めとなる。
- 1860年3月24日（万延 元年3月3日） - 藩主阿部正教に従って江戸城に登城中、桜田門外の変を目撃。
- 1864年（元治元年12月 ）- 第一次長州征伐に従軍
- 1871年（明治11年）11月1日 - 芦田郡、品治郡、安那郡3郡の郡長に就任。
- 1875年（明治15年）3月8日 - 府中郵便電信局（現在の府中郵便局）局長に就任。
- 1901年（明治34年）9月 - 局長を辞して隠居。
- 1926年 （大正15年）10月18日 - 府中町にて死去。享年93歳。

## 生涯

### 出自
1835年10月29日（天保6年9月8日） 、福山藩士鶴岡家に生誕した。森鴎外による史伝『伊沢蘭軒』の中では、森島樸忠の孫と記されている。
鶴岡家は阿部家代々の当主に従え、阿部家の福山転封に伴い宇都宮から福山に移住した。

### 福山藩士時代
七代目福山藩主阿部正弘の時、江戸詰めとなり小姓として仕えた。江戸詰めのとき、玉心流の剣術を習得し、その肝煎役（世話役）となっていた。
1860年3月24日（万延元年3月3日） 、上巳の節句のお祝いに江戸城に諸侯総登城の日、藩主阿部正教に従って江戸城に登城中、桜田門外の変を目撃した。
その後、京都禁闕（宮中）の御守護役に就いた。この時代、有名な画家であった田能村直入に師事して南画を学んだ。
第一次長州征伐に従軍し、その後は大目付役、大阪御留守居役の大役を歴任した。
1871年8月29日（明治4年7月14日）の廃藩置県により家禄を失う。

### 行政官時代
1870年（明治10年）1月、当時の第20大区（神石郡に相当）区長として他の大区長らと連名で、広島県令藤井勉三に対し、小区事務扱いについて次の伺いを提出している。「先般大小区の区画を改正されましたが、各小区の事務扱所の概則をはじめ、地租ならびに諸雑税請納民費割賦収納金等の諸帳簿、並びに人別より取り立ての順席等を別冊のとおり定め、正副戸長へ相談しております。右は昨年末にご進達申し上げておりましたところ、県庁焼失の歳書類が焼亡されたとのことですので、更に伺いますので何卒、至急にてご指揮いただきますよう、お願い申し上げます。」
1871年（明治11年）11月、広島県で郡区町村編制法（三新法）が施行され、芦田郡、品治郡、安那郡3郡の郡長に就任した。就任して間もなく、コレラに感染して死去した医師藤野昌言の顕彰の碑建立について裁可を行っている。
1892年（明治12年）1月、三新法施行について各戸長に通達を行った。その中で、新制度下での戸長のあるべき姿を次のように訓示している。
「明治維新以降、地方を区画して区長・戸長を設置したのは、汎く行政の便宜を図るためではなく、単に戸籍調査のために設けられたのが趣旨であった。各地でその制度が異なっており、その煩雑さや民心に適さない点を挙げて云ってはならなかった。今、これを改正整理して大小区の重複を除き、費用を節減し、郡町村の旧名を復活させ、郡長の職務責任を重くして施政に利便のあるものとした。なお上下の為に各村あるいは２～３村を併せて戸長を設置し、その業務としては、行政事務に従事するとともにその町村自治の理事としての性質の者として、所謂官民の間に立って官令を遵守し、下は庶民と親密に接して厚誼を尽くし、なお世の実態をも熟知させるものであるべきである。自宅において従事するといえ、もし『旧復』の二字を誤認して以前の庄屋名主のような古い慣習になじむことようなあっては罪責を受けるのみならず、忽ち村民の疑団を招く。これはもってのほかである。いよいよ朝県郡令共に村内に速やかに示し、地租および諸税をとりまとめ上納することをはじめ、事理を正し総ての金穀に関する計算等は分別して細密にし、諸帳簿の保存管守の事まで丁重に注意し、村内の庶民に百事の方向を誤らせないよう、柱石となることを単に所望している。」
1873年（明治13年）には、桜山神社の修繕について民意に沿う形で広島県に具申をしている。同年12月、芦田郡府中町（現在の府中市）に設置された郡役所について、不便であるとして安那郡人民から郡役所移転願が提出された。これに対し、「このことは人民より請願すべき筋ではなく、利便性があると認められる証跡があるのであれば、（当方から）移転を建議すべきものである」として、書面を以て返答している。
1874年（明治14年）、品治郡内の有地川・服部川・神谷川の３河川について、従来の土木費の負担方法を見直す為の官民調査が実施されたことに対する郡内の村々の憂慮を受け、官費負担を維持するよう広島県令千田貞暁宛てに要望書を提出している。しかし同年11月に明治政府は府県土木費への官費下渡金を廃止していることから、要望虚しく3河川とも民費負担となったとみられる。

### 郵便局長時代
1875年（明治15年）には、府中郵便電信局（現在の府中郵便局）の第三代局長（等級は三等郵便局長）に就任した。この間、1885年（明治18年）の逓信省設置、1900年（明治34年）の（旧）郵便法制定などが行われた。

### 晩年
1901年（明治34年）9月 には郵便局長を長男にゆずり、局長を辞して隠居生活に入った。同年の10月26日には、旧藩での主君である東京阿部伯爵家に対し江木鰐水著『守城論』を納めている。
晩年は漢詩、和歌、俳句をたしなみ、老後を大いに楽しんだ。府中町出口町の六十歳以上の老人60数名を糾合して養老会を結成し、その会長を務め皆の親睦を図った。
藤井葦川 (森太郎)著作の漢詩集『葦川遺稿』 を、後藤虎吉とともに編集した。
1926年（大正15年）10月18日 に府中町にて死去（享年93歳）。府中町金龍寺に葬られた。